# Jan Jaszczanin
Jan Jaszczanin (lit. Janas Jaščaninas; * 4. Januar 1940 in Vilnius; † 3. Januar 2024 ebenda) war ein litauischer Sportpädagoge.

## Leben
Er absolvierte 1964 sein Studium am Vilniaus pedagoginis institutas und promovierte 1983 in Biologie.
Von 1968 bis 1981 lehrte er am Vilniaus inžinerinis statybos institutas und seit 1981 am Lietuvos kūno kultūros institutas (seit 1999: Lietuvos kūno kultūros akademija). Von 1981 bis 1986 war er Leiter des Lehrstuhls für Sporttheorie und Methodik, von 1986 bis 1991 des Lehrstuhls für Physiologie und Biochemie. Seit 1991 war er Professor und lehrte noch an der Universität Stettin in Polen.